# お昼はいただきミュージックランチ
お昼はいただきミュージックランチ（おひるはいただきミュージックランチ）は、1997年3月31日から2006年9月29日まで青森放送（RABラジオ）で放送されていた音楽ラジオ番組。

## 概要
1991年4月から放送していた『ミュージックレンジ お昼だチン!』をリニューアルする形で1997年4月にスタート。
基本的にリスナーからのリクエストを紹介するという内容だが、金曜のみ音楽ランキングを紹介する。またテーマも設けメッセージも受け付けていた。
2005年からは「おはようワイドあおもり」とメッセージテーマが共通化されたため、その番組で読まれなかったメッセージ・リクエストも紹介されるようになった。
2006年9月をもって『あおもりTODAY』の放送時間繰上げに伴い、終了することになった。

## 放送時間
- 平日 11:55 - 12:55（13:00までの65分放送の時期もあった）
  - 開始当初は12:00 - 13:00
  - 大学試験の合格者発表の放送日は番組を休止していた。

## パーソナリティ
（1997年4月 - 1998年3月）
- 田代あおい（月・火曜）
- 後藤美穂子（水～金曜）

（1998年4月 - 1999年9月）
- 田村啓美（月・火曜）
- 後藤美穂子（水～金曜）

（1999年10月 - 2003年3月）
- 田村啓美（月～水曜）
- 後藤美穂子（木・金）

（2003年4月 - 2004年3月）
- 青山英次（月）
- 亀井薫（火・木）
- 田村啓美（水）
- 落合こず恵（金）

（2004年4月 - 2004年9月）
- 青山英次（月・火）
- 田村啓美（水）
- 古池雄（木・金）

（2004年10月 - 2005年3月）
- 筋野裕子（月・火、通称「スージー」）
- 田村啓美（水）
- 伊東幸子（木・金、通称「さっちん」）

（2005年4月 - ）
- 筋野裕子（月・火）
- 伊東幸子（水・木・金）

大竹辰也が代役で放送したこともある。その時はDJネーム『TTO』（とっちゃ・辰也・大竹の略）と名乗っていた。

## 主なコーナー
- 11:55 - オープニング、ランチファースト　メッセージテーマ発表
  - 一時期はテーマにまつわる曲が流れていたが、末期ははリクエスト曲がかかっていた。
- 12:00 - 東奥日報ニュース
- 12:04 - 天気予報
- 12:10 - 
  - プッシュ!プッシュ!プッシュ!（月～水） - 最新曲を紹介する。
  - カラオケベストテン（木） - 第一興商DAMで歌われたランキングを紹介する。
  - 邦楽ランチチャート（金） - 県内の邦楽のランキングを紹介する。
- 12:25 - ミュージックランチ・リクエストタイム

  - ここまでのコーナーは、2006年10月以降の「あおもりTODAY」が継続している。
- 12:45 - ジョブカフェ・スクール・ラジオ（第二・第四火曜日）
- 12:52頃 - 今月のパワープレイ、エンディング

## テーマ曲
- 番組オープニング曲にはキャンディ・ダルファーのBob's Jazzが使われていた。

## その他
- 毎月第2水曜には青森市役所向かいの日本原燃サイクル情報センターからのが公開生放送を実施していた（2006年10月以降は「あおもりTODAY」、2014年10月以降は「GO!GO!らじ丸」の12時台で毎月第2水曜に引き続き公開生放送を継続している）。

| 青森放送（RABラジオ） 平日 11:55 - 12:55枠                  | 青森放送（RABラジオ） 平日 11:55 - 12:55枠                     | 青森放送（RABラジオ） 平日 11:55 - 12:55枠                   |
| 前番組                                                      | 番組名                                                         | 次番組                                                       |
| ----------------------------------------------------------- | -------------------------------------------------------------- | ------------------------------------------------------------ |
| ミュージックレンジ お昼だチン! 1991年4月1日 - 1997年3月28日 | お昼はいただきミュージックランチ 1997年3月31日 - 2006年9月28日 | あおもりTODAY 95分拡大して継続 2006年10月1日 - 2014年9月26日 |